# تقدم شاتر

دکمهٔ انتخاب حالت تقدم شاتر در دوربین‌های شرکت نیکون. برای انتخاب حالت تقدم شاتر، باید زبانه بر روی S قرار گیرد.

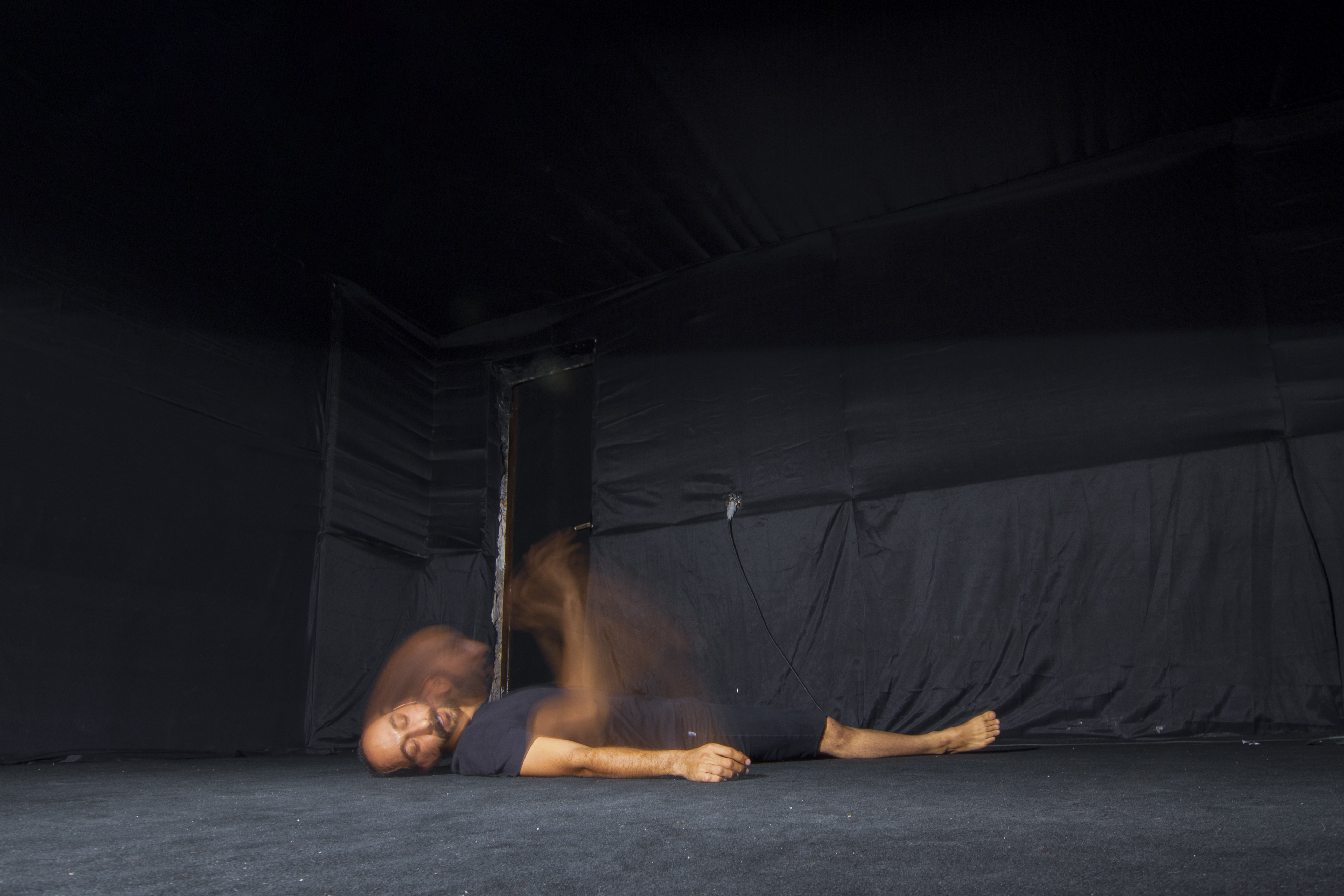
عکاسی با سرعت شاتر آهسته برای نشان دادن حرکت بازیگر که محو شدگی ایجاد کرده‌است

عکاسی در حالت اولویت شاتر

تقدم شاتر نام یک حالت در تنظیم دوربین عکاسی است. در این حالت، عکاس می‌تواند سرعت شاتر دلخواه را انتخاب کند و دوربین بر اساس شرایط نوری به‌صورت خودکار، دیافراگم را تنظیم می‌کند. تقدم سرعت شاتر برای کنترل عکاسی از حرکت کاربرد دارد. یک سرعت شاتر بالا حرکات سریع را ساکن می‌کند، و سرعت شاتر آهسته باعث می‌شود که یک جسم متحرک به صورت محو ثبت شود.
در اغلب دوربین‌های عکاسی و دوربین‌های کانن این گزینه با TV و در دوربین‌های المپیوس و نیکون با S مشخص می‌شود.
در حالت تقدم شاتر، دوربین شما دیافراگم را برای کمک به گرفتن عکسی با نوردهی خوب تنظیم می‌کند. به عنوان مثال، اگر سرعت شاتر سریع را انتخاب کنید، دوربین شما دیافراگم بازتری مانند f/2.8 تنظیم می‌کند. این اجازه می‌دهد تا حد امکان نور در مدت کوتاهی که شاتر باز است وارد شود. اگر سرعت شاتر آهسته را انتخاب کنید، دوربین شما دیافراگم باریکی مانند f/16 تنظیم می‌کند. این میزان نوری که به سنسور شما برخورد می‌کند را کاهش می‌دهد. همه چیز در مورد مثلث نوردهی است. در اکثر دوربین‌های دیجیتال، می‌توانید انتخاب کنید که شاتر بین ۳۰ ثانیه تا ۱/۸۰۰۰م ثانیه باز شود! برای سرعت شاتر بیش از ۳۰ ثانیه، می‌توانید از حالت Bulb برای کنترل مدت زمانی که شاتر باز می‌ماند با یک کنترل از راه دور استفاده کنید.

## کاربرد تقدم شاتر
- ثبت اجسام با تحرکت زیاد با سرعت شاتر سریع
- ایجاد حالت محو شدگی با سرعت شاتر کند
- جلوگیری از لرزش دوربین در سرعت شاتر آهسته

هنگامی که از حالت تقدم شاتر دوربین استفاده می‌شود، برای تنظیم نوردهی باید از تغییر دیافراگم و iso استفاده کرد.